# Brevitrichia argentaurba
Brevitrichia argentaurba är en tvåvingeart som beskrevs av Kelsey 1971. Brevitrichia argentaurba ingår i släktet Brevitrichia och familjen fönsterflugor.
Artens utbredningsområde är New Mexico. Inga underarter finns listade i Catalogue of Life.